# Huaso (cheval)
Pour les articles homonymes, voir Huaso.
Huaso (1933 - 24 août 1961), était un cheval de saut d'obstacles chilien  pur sang connu pour détenir depuis 1949 le record du monde de saut en hauteur associé au cavalier chilien Alberto Larraguibel. Il s'agit d'un des plus anciens records de l'histoire du sport.

## Caractéristiques
- Robe : alezan
- Marques : pelote en tête
- Taille :  1,68 m
- Sexe : étalon
- Race :  pur sang chilien
- Pedigree : par Henry Lee et Trémula
- Cavaliers : Gaspar Lueje,  Alberto Larraguibel Morales

## Biographie

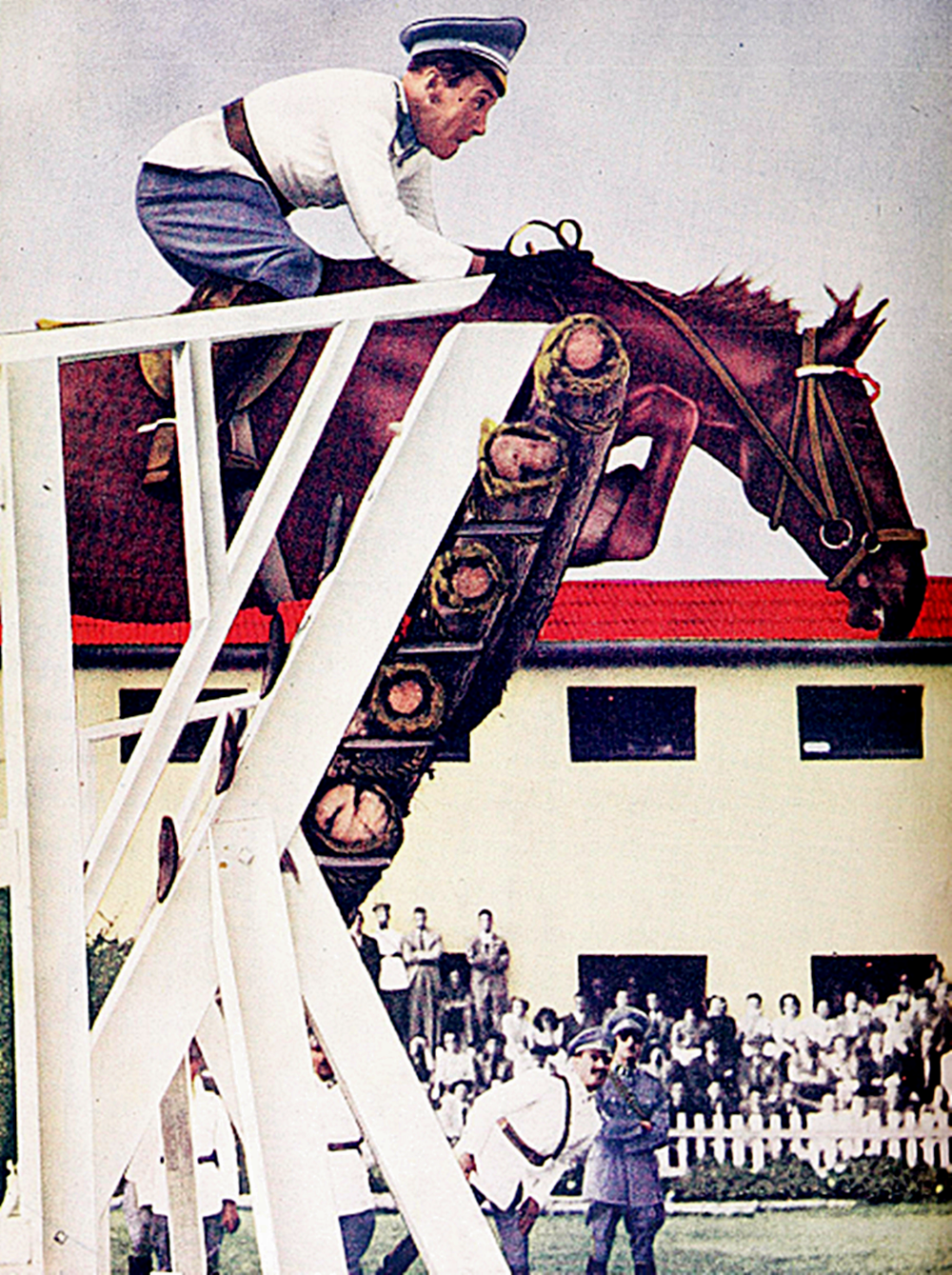
5 février 1949, le record du monde

Initialement nommé Faithful, il commença sa carrière dans les courses, sans obtenir de résultats à cause de sa grande nervosité et de son caractère insoumis. Après six ans d'échec total, il fut acheté par le capitaine Gaspar Lueje pour tenter de l'éduquer comme cheval de dressage. Mais dès le début de son entraînement, il fut victime d'un  grave accident. Faithful réussi à récupérer mais il lui resta une légère boiterie du postérieur gauche qui le mis hors jeu pour cette discipline.
Ainsi, il fut mis à l'entraînement pour le saut d'obstacle mais son manque de docilité et sa nervosité le rendaient difficile à contrôler. Lors d'un concours, il se sauva en sautant par-dessus un mur de plus de deux mètres de haut. C'est alors qu'il fut repéré par un maître de cheval de l'armée qui a décidé tout de suite de l'acheter et de le destiner à l'épreuve de puissance (hauteur).
Le cheval a été pris dans une académie de cavalerie de l'armée, dans la ville de Quillota et a été confié au capitaine Alberto Larraguibel pour sa formation. C'est à cette époque qu'il fut appelé Huaso. Il fut entraîné spécifiquement pendant plus de deux années pour le record du monde.
Le 5 février 1949, cheval et cavalier étaient prêts. Les essais furent tentés à Viña del Mar au Chili. Huaso franchit un obstacle de 2,47 m au troisième essai, le record du monde était battu. Le comité des records ratifia celui de Huaso et d'Alberto Larraguibel le 28 mai 1949 et statua que la nouvelle hauteur à franchir pour battre ce record serait d'un minimum de 2,49 m.
Quand il a battu son record, Huaso avait déjà 16 ans, âge très avancé pour un résultat de cette ampleur. Après ce record, le cheval a été retiré de la compétition et n'a plus jamais été monté. Il a vécu librement jusqu'à son décès naturel le 24 août 1961, à l'âge de 29 ans. Huaso est enterré à la même académie de cavalerie où il a passé ses dernières années.